# سرخانجوب سفلي (مقاطعة دلفان)
سرخانجوب سفلي (بالفارسية: سرخانجوب سفلی) هي قرية تقع في قسم خاوة الشمالي الريفي (مقاطعة دلفان) في إيران. يقدر عدد سكانها بـ 24 نسمة بحسب إحصاء 2016.